# 埃可病毒
埃可病毒（echovirus），全稱腸道致细胞病变人孤儿病毒，是一種腸病毒，可引發手足口病，甚至腦膜炎和腦炎等併發症，惟較罕見。